# Восстание ниндзя в провинции Ига
Восстание ниндзя в провинции Ига (яп. 天正伊賀の乱 Тэнсё: Ига но ран, «Восстание годов Тэнсё в Ига») — война между коалицией кланов ниндзя из провинции Ига на одной стороне и объединившим Японию Одой Нобунагой и его сыном Китабатакэ Нобуо на другой. Проходило с перерывами с 1578 по 1581 год (с 6 по 9 год эры Тэнсё по японскому календарю) и закончилась поражением ниндзя.
Провинция Ига отделена от остальной Японии горами и имеет сильно пересечённый рельеф, что обусловило слабость центральной власти и сильные сепаратистские настроения местных жителей. Поэтому в эпоху феодальной раздробленности провинция Ига, в отличие от остальной Японии, вместо власти крупных феодалов попала под контроль местных воинских кланов.
В ходе объединения Японии под своей властью Ода Нобунага вышел к границам провинции Ига и решил подавить местное сепаратистское движение. Подавление восстания велось в три этапа: битва за замок Маруяма, второе нападение Китабатакэ Нобуо и кампания Оды Нобунаги. На первом этапе сын Оды Нобунаги, Китабатакэ Нобуо, попытался достроить замок Маруяма как плацдарм в провинции Ига для дальнейших боевых действий, но его армия была разгромлена отрядами ниндзя и замок сожжён до окончания строительства. На втором этапе Китабатакэ Нобуо попытался вторгнуться в провинцию более многочисленными силами, но снова был разгромлен мобильными и хорошо знающими местность отрядами самообороны. На третьем этапе в войну вмешался сам Ода Нобунага и численным превосходством огромной армии от 40 до 60 тысяч самураев (по разным оценкам) подавил восстание.
Разгром восстания имел двоякие последствия. С одной стороны, местные воины потеряли свою независимость и социально-имущественную базу, а демократическая конфедерация провинции Ига была жестоко подавлена центральным правительством. С другой стороны, поражение вынудило местных дзи-дзамураев сосредоточиться на овладении искусством тайной войны ниндзюцу, что способствовало их распространению по всей Японии как наёмных шпионов, диверсантов и убийц (или наоборот охранников от других ниндзя) и сделало их образ популярным для массовой культуры новейшего времени.

## Предыстория

### Ситуация в Японии накануне восстания
Восстание проходило в конце эпохи феодальных междоусобиц периода Сэнгоку во время объединения Японии Ода Нобунагой. Многочисленная, хорошо обученная и вооружённая армия Оды Нобунаги не только боролась против остальных даймё, но и подавляла любые альтернативные общественно-политические объединения как идеологически враждебные иерархической структуре власти. Например, во время борьбы с географическим сепаратизмом провинции Ига войсками Оды Нобунаги были уничтожены основанные на религиозной единстве лиги Икко и Хоккэ.
Одной из причин войны послужило уничтожение Одой Нобунагой коалиций буддийских воинов-монахов, с которыми ниндзя Ига поддерживали тесные связи — в отместку они организовали множество покушений на жизнь Оды Нобунаги. Также через провинцию Ига проходила стратегическая дорога Токайдо, что привлекало завоевателей. Однако, гористый характер провинции и боевое искусство местных жителей затрудняло вторжение любой армии, поэтому весь период феодальной раздробленности до появления Оды Нобунаги Ига оставалась независимой от власти даймё и не подвергалась серьёзным нападениям извне.

### Провинция Ига до восстания ниндзя
При небольших размерах провинция Ига (в настоящее время северо-западная часть префектуры Миэ) имела труднопроходимую местность, где водились многочисленные, по выражению центральных властей «банды злодеев» (акуто) из свободолюбивых «сельских самураев» (дзи-дзамураев (яп. 地侍)). Ига была отделена от остальной Японии цепью высоких гор, которые делали её труднодоступной для завоевания, что позволяло провинции развиваться обособлено. Эти горы изолировали от остальной Японии круглую котловину диаметром 80 километров (в английском первоисточнике 50 миль). При малой высоте гор (от 480 до 960 метров — в английском первоисточнике от 1 600 до 3 200 футов) и маловодных реках рельеф имеет сильно пересечённый характер: крутые вершины, поросшие густым лесом узкие склоны, глубокие ущелья с бурными потоками воды на дне и узкие извилистые тропы когути («пасть тигра»), где одновременно могла пройти только одна лошадь. Данный рельеф крайне затруднял контроль провинции со стороны любых регулярных войск центральной власти и облегчал действия мелких независимых групп воинов, которые опирались на знание и использование местности. Земли провинции представляли собой множество мелких, пригодных для земледелия долин, разделённых горами. Связь между долинами и остальной Японией была возможна только через легко обороняемые перевалы. Поэтому, в Ига имелись благоприятные условия для появления независимых кланов, каждый из которых владел отдельной долиной.
В эпоху Камакура (примерно с 1185 по 1333 год) земли провинция Ига в основном принадлежали буддистским и синтоистским монастырям, среди которых основными землевладельцами были буддийские монастыри Кофуку-дзи и Тодай-дзи — оба находились в городе Нара, а также синтоистское святилище Исэ-дзингу — находилось в городе Исэ (все три — вне провинции Ига). Самые обширные владения были у храма Тодай-дзи — они охватывали почти всю провинцию. Управлением этих земель занималась семья Оэ, которая в этот период начала пренебрегать основными обязанностями по управлению и присваивать имущество храма. В связи с этим руководство Тодай-дзи попыталось ввести контроль за своим управляющим, послав на места своих представителей — камибито. Камибито должны были контролировать семью Оэ в поместьях и не допускать присвоения имущества. Это спровоцировало открытое вооружённое противостояние храма и семьи Оэ. Для храма Тодай-дзи эта ситуация осложнялась тем, что семья Оэ объединилась со своим прошлым врагом — семейством Хаттори, которому Оэ до этого противостояло, защищая земли Тодай-дзи. Эти два семейства объединили местных госи (дзи-дзамураев) для борьбы с властью религиозных объединений, эта коалиция (акуто) местных госи в истории Японии стала называться «Курода-но акуто» — «злодейские шайки [сёэна] Курода». Коалиция имела достаточно сил, чтобы постепенным отделением земельных владений полностью разрушить влияние монастырских представителей и перевести все земли Тодай-дзи и других храмов под своё прямое подчинение. Так как Тодай-дзи и другие религиозные объединения придерживались политики исключения мирских властей из политико-экономической жизни своих владений, сёгунат не стал вмешиваться в борьбу храмов с вооружённой коалицией дзи-дзамураев. Это привело к тому, что храмы утратили все возможные рычаги управления, фактически потеряв эти территории. В итоге провинция Ига перешла под власть дзи-дзамураев, а семьи, практиковавшие искусство нин-дзюцу, получили в свой распоряжение земельные ресурсы и экономическую базу. Коалиция разгромила и изгнала из Ига монастырь Тодай-дзи и распалась, а затем семья Хаттори со временем раскололась на три враждующих клана: Момоти на юге, Хаттори в центре и Фудзибаяси на севере.
Устранение центральной власти в Ига привело к появлению в ней огромных шаек бандитов (акуто), а борьба между крестьянами за земельные ресурсы добавляла нестабильности. Поэтому местные жители стали создавать организации самообороны, члены которых обещали не захватывать чужие земли и совместно бороться против любого насилия. Данные организации состояли из двух уровней: деревенских коммун под началом старост и базировавшихся в местных крепостях семей самураев (по данным Пьера Союри изначально их было 66). Взаимоотношения этих двух сил носило взаимовыгодный характер: самураи предоставляли защиту и пропорционально своей эффективности получали взамен от крестьян доход (чаще всего продовольствие). При наличии в этих союзах специальных вассальных договоров крестьян с воинами (которые контролировали соблюдение порядка) деревенские коммуны имели значительный уровень влияния и сохраняли свободу. Например, в отличие от остальной Японии, самураям было категорически запрещено грабить местных крестьян, а в некоторых местах им даже запрещалось заходить в деревни. Дело в том, что из-за малочисленности местных войск самураи в большей степени зависели от крестьян по сравнению с остальной Японией вплоть до того, что крестьяне предоставляли мобилизованных воинов (асигару) в случае военной необходимости (таких крестьян обучали и вели в бой специальные самураи «воины-полководцы» — муса тайсё). В результате крестьяне и самураи таких объединений в большей степени идентифицировали себя не по сословному делению, а по географическому признаку как жителей горной провинции и воспринимали остальных японцев как чужаков (хотя некоторые местные самураи для получения более выгодного личного положения иногда переходили на сторону внешних феодалов). Существовала даже возможность перехода из одного сословия в другое, например крестьяне за проявленную в бою доблесть даже могли получить престижный статус самураев, а, напротив, плохо сражающиеся самураи могли быть изгнаны из организации самообороны. Управление в данных автономиях строилось по демократическим принципам самоуправления, а их социальная структура носила плоский характер равенства членов. Данные объединения забрали себе все функции власти в политической сфере, например судопроизводство, сбор и распределение налогов. Однако на протяжении большей части истории независимой Ига эти объединения носили локальный характер и активно конкурировали друг с другом(.
Поэтому в эпоху Сэнгоку (примерно с 1573 по 1603 год) при ослаблении центральной власти в силу географических факторов в Ига сложилась ситуация, резко отличавшая её от остальных районов Японии: во время феодальной раздробленности периода Сэнгоку вместо нахождения под властью даймё провинция Ига была разделена между большим количеством мелких, постоянно воюющих друг с другом кланов — всего в провинции было больше 200 мелких феодалов, имевших войско от 50 до 100 воинов. Такая малочисленность каждого отдельного клана и малые ресурсы не позволяли вести традиционную войну, поэтому феодалы-госи в Ига стали специализироваться на методах партизанско-диверсионной борьбы малого масштаба, что и послужило основой формирования Ига-рю — самой мощной школы ниндзюцу средневековой Японии.
Только внешняя угроза вынуждала местные организации консолидироваться в более крупные структуры на региональном уровне. По мнению Пьера Союри, угроза внешнего вторжения со стороны Миёси Нагаёси из соседнего Ямато в начале 1500-х годов привела к консолидации местных кланов в Ига сококу икки (лига всех общин Ига). Именно эта лига впоследствии организовала борьбу против Оды Нобунаги.

### Захват провинции Исэ кланом Нобунаги
С середины XVI века Ода Нобунага, после того как устранил всех внутренних конкурентов за власть, включая убийство собственного младшего брата, начал завоевание соседних провинций. Для этого он продолжил использовать уже опробованные во внутренней борьбе методы устранения врагов. Например, за даймё соседней провинции Оми — Асано Нагамаса, он выдал свою младшую сестру, которая шпионила за новоявленным мужем и передавала Нобунаге важную информацию. По её сигналу войска брата в удобный момент атаковали войска Нагамаса, разгромили их и убили самого Нагамаса.
После 1568 года армия Оды Нобунага проникла в регион Кансай. Ключевым элементом стратегии Нобунаги по завоеванию соседей и объединению японских земель был захват стратегически важной приморской провинции Исэ, где сходилось множество торговых путей и путей коммуникации между различными районами Японии. Первоначально Ода сделал ставку на прямое вторжение в провинцию и за месяц военных действий против даймё Исэ Китабатакэ Томонори серьёзно продвинулся, — смог захватить крепость Камбэ, замок Кувана (вблизи от дороги Токайдо), а всего лишь ещё через полмесяца Ода смог захватить и крепость Окавати. Тем не менее, хотя войска Нобунаги и превосходили противника числом и умением, продвижение было не столь быстрым, так как Томонори оказывал достойное сопротивление агрессору. Тогда Ода решил действовать хитростью — он перешёл к переговорам и заключил мирный договор с Китабатакэ Томонори, а в знак нового союза Китабатакэ усыновил сына Нобунаги — Нобуо. Вскоре приёмный «сын» устранил князя Исэ, устроив ночное нападение отряда своих воинов на «отца». Стража Томонори была предварительно подкуплена, а его слуга накануне затупил меч господина, который славился искусностью в фехтовании, поэтому он оказался бессилен перед убийцами. Клан Китабатакэ начал боевые действия против приёмного сына, однако был разбит полководцем Оды Нобунаги Такигавой Сабуробэю и был вынужден сбежать в соседнюю провинцию Ига. В результате захвата провинции Исэ клан Оды Нобунаги вышел к границам Ига, которая стала следующим объектом нападения Китабатакэ Нобуо.

### Ниндзя области Кога в период восстания
В назревающем сражении за провинцию Ига важное стратегическое значение имела примыкающая к ней с севера область Кога (современный уезд Кока) — через неё проходили самые низкие и удобные перевалы в Ига, и от решения местных ниндзя зависело, сможет ли Ода Нобунага без помех начать наступление на Ига с северного направления, или ему придётся вместе с Игой покорять ещё и Когу. В отличие от Ига, уезд Кога не смог добиться независимости и в период Сэнгоку являлся владением даймё провинции Оми — рода Сасаки. Сасаки Ёсиката во время гражданской войны выступил против Оды Нобунаги и потерпел полное поражение. В то время часть ниндзя области Кога боролась против Оды Нобунаги как вассалы рода Сасаки, а другие служили его сподвижнику Токугаве Иэясу. После захвата провинции Оми Ода Нобунага задумал нападение на Когу, и после долгих раздумий ниндзя Коги через Токугаву договорились о невмешательстве в дела их уезда в обмен на обещание нейтралитета. Поэтому во время восстания в Ига ниндзя Коги в целом заняли нейтральную позицию, хотя являлись родственниками ниндзя из Ига, а сам уезд Кога изначально был северной частью провинции Ига. Местные ниндзя Сиробэй Мицухиро и Хори Хидэмаса однако стали командирами отрядов в армии Оды. В результате больше половины армии Нобунаги проникло в Ига через перевалы Цугэ, Таматаки и Тараро уезда Кока.

## Война за провинцию Ига

### Битва за замок Маруяма
Попытки овладеть провинцией Ига предпринимал ещё владелец приморской провинции Исэ Китабатакэ Томонори, который заложил замок Маруяма в городе Набари. Замок Маруяма находился на крутом холме Симоками Тодзимару-яма высотой 180 метров, с одной стороны он был защищён рекой. После захвата провинции Исэ Одой Нобуо, сыном Оды Нобунаги, недостроенный замок перешёл под его контроль и был отдан вассалу Такигава Сабуробэю. Продолжая замысел Китабатакэ Томонори, Ода Нобуо приказал завершить создание крепости, которая должна была стать его оплотом при покорении провинции Ига.
Масштабные работы по достройке крепости показали ниндзя, что Китабатакэ планирует нападение на провинцию, поэтому было решено уничтожить крепость до её завершения. Разведчики под видом простых рабочих проникли в крепость. Нападение состоялось в июне 1578 года соединёнными силами госи севера и юга Ига под общим командованием Момоти Тамбы. В результате внезапной атаки ниндзя ворвались в крепость и заблокировали там часть гарнизона (остальные солдаты избежали ловушки и укрылись в соседней деревне). Такигава бросил против ниндзя все свои силы. Ниндзя, действуя небольшими группами, быстрыми ударами и отступлениями смогли разделить войско Такигавы на отдельные отряды и заманить их в удобные для себя места: часть самураев оказалась на залитых водой рисовых плантациях (где из-за своих тяжёлых доспехов стали беззащитными), другая часть — в лесной чаще. В результате продолжавшейся целый день битвы войско Такигавы было полностью уничтожено, и лишь немногие воины смогли убежать в Исэ. На следующий день был добит оставшийся гарнизон Маруямы, а сам замок сожжён. И хотя ниндзя провинции Ига одной из основных целей ставили ликвидацию Такигавы Сабуробэя, ему удалось ускользнуть благодаря хитрости: на поле боя было оставлено тело похожего на него человека в богатых одеждах, и ниндзя прекратили преследование, решив, что цель достигнута.

### Нападение Китабатакэ Нобуо
После поражения в замке Маруяма Нобуо потратил больше года на подготовку и сбор войск к следующей кампании. И хотя на этот раз Нобуо постарался сохранить военную кампанию в тайне (о ней знали только несколько самых доверенных военачальников), ниндзя смогли всё заранее разузнать и подготовиться к обороне. В 1579 году сын Оды Нобунаги Ода Нобукацу начал крупное наступление на Ига. В сентябре 1579 года на Ига повела наступление армия численностью уже в 9000 человек под общим командованием Китабатакэ Нобуо. Наступление велось одновременно тремя колоннами через три горных прохода.
Самая мощная колонна под командованием самого Нобуо прошла перевал Нагано и 17 сентября 1579 года атаковала 7 деревушек, лежавших за перевалом, выделив на каждую из них отдельный отряд, но поднявшиеся в горы ниндзя нанесли внезапный удар сверху по тылам занятой наступлением армии.

Они (воины из Ига) представляли собой сильную армию, так как находились в родной провинции и умело оценивали преимущества, которые предоставляла им местность. Они создали укрепления, стреляли из ружей и луков, использовали мечи и копья, сражаясь плечом к плечу. Они прижали противника и отрезали его от входа в горный проход. Армия Нобуо была столь занята атакой, что потеряла дорогу, и люди из Ига под прикрытием тени, которую давали горы на западе, легко одолели их. Затем пошел дождь, и они перестали видеть дорогу. Бойцы Ига, воспользовавшись этим и зная, что некоторые ещё сидят в засаде в горах, издали боевой клич. Группы местных воинов, услышав сигнал, поднявшись со всех сторон, начали атаку. Буси Исэ смешались во мраке и рассеялись во всех направлениях. Они бросились бежать и были зарублены, кто в узких проходах, кто на крутых скалах. Их преследовали даже на топких рисовых полях и окружили… Вражеская армия сильно ослабела. Некоторые убивали друг друга по ошибке. Другие покончили жизнь самоубийством. И даже неизвестно, сколько тысяч людей полегло здесь.— Кикуока Нёгэн «Иранки» («Хроника мятежа в Ига»)
Самой южной колонной командовал известный по битве за замок Маруяма Такигава Сабуробэй. Она шла через перевал Онибоку-гоэ и, попав в засаду ниндзя, была разгромлена.
Между этими отрядами двигалась третья колонна под командованием Нагано Сакэдая и Акияма Укэдая. Во время атаки на деревню Исэдзи на её тылы с горных склонов напали ниндзя из заранее подготовленной засады. Зажатые среди скал самураи не смогли увернуться от града камней и были уничтожены.
В результате похода армия Нобуо потеряла больше половины личного состава, не добившись никаких успехов. Однако именно это поражение привлекло внимание отца Китабатакэ Нобуо Оды Нобунаги, который и стал готовить третье нападение.

Второй сын Нобунаги Китабатакэ Нобукацу, обосновавшийся в Исэ, нападает на провинцию Ига (17 сентября), но его останавливают на границе; Нобунага осуждает его неудачу (22 сентября).
— Записи о князе Нобунага

17-го числа девятого месяца Китабатакэ-но Тюдзё Нобукацу со своими войсками переправился в провинцию Ига с карательной экспедицией. Разгорелся бой и в нем Цугэ Сабуродзаэмон был убит.
— Записи о князе Нобунага
Узнав о поражении своего сына, Ода Нобунага направил ему гневное письмо с осуждением нападения на провинцию Ига вместо участия в кампании в столичных провинциях.

На днях ты потерпел поражение на границах Ига. Восприми это как урок: путь небес действительно ужасен, а Солнце и Луна еще не упали на землю. Почему ты сделал то, что сделал? Без сомнения, это произошло потому, что в твоей провинции ведь ходили слухи, что провинциальные самураи и земледельцы, твои подданные, пострадают из-за экспедиции, которую мы могли бы предпринять в столичные провинции. И ты согласился, думая, что сможешь избежать проблем, уклонившись от отдаленной кампании. Или, если сказать так, как есть, ты незрелый, поэтому ты легковерный. Вот что втянуло тебя в этот бардак. Как унизительно, как абсолютно унизительно! Ты идешь в поход в этот регион, прежде всего, ради королевства. Это послушное служение твоему отцу и любящий долг твоему старшему брату Дзё-но Сукэ. И это ради нас самих. Итак, по этой, той и другой причине, рассматривая настоящее и будущее, тебе следовало вести добрый бой. Более того, помимо всего прочего, ты отправил Сабуродзаэмона и остальных на смерть. Это невыразимо. Это злодеяние. Если твоя ситуация действительно такова, я не допущу продолжения родительской связи между нами. Мой посыльный передаст более подробную информацию.
— Записи о князе Нобунага
По мнению Пьера Союри причиной поражения армии Оды Нобукацу было категорическое неприятие идеи феодального верховенства центральной власти местными жителями, которые превосходили его армию по численности, хорошо знали окружающую местность, применяли эффективную и неожиданную для него военную тактику и обладали способностью к быстрой самоорганизации и военной мобилизации как профессиональных воинов, так и обычных крестьян провинции. Впрочем, по его мнению, эта победа ничего не дала местным жителям, потому что Ода Нобунага не мог оставить провинцию Ига непокорённой из-за соображения своего авторитета в Японии.

### Кампания Оды Нобунаги
В отличие от своих предшественников, Ода Нобунага не стал сразу нападать на провинцию Ига, а решил сначала выработать тактику боевых действий. Главным козырем ниндзя являлось их искусство вести партизанско-диверсионную войну, когда небольшие отряды совершают внезапные ночные атаки и нападения из засады с горных круч или лесных чащ, наносят большой урон и в случае ответного удара противника отступают в горы и леса, где прячутся до своего следующего нападения. Ода Нобунага пришёл к выводу о необходимости окружения отрядов ниндзя: лишив их возможности тактических отступлений, навязать открытый позиционный бой, в котором численно уступающие противнику госи Ига потерпели бы неизбежное поражение. Для выполнения своего плана Ода Нобунага решил заманить отряды ниндзя в разбросанные по всей Ига мелкие крепости и свести войну к осадным действиям, которые были довольно трудоёмки, однако давали, в отличие от манёвренной войны, все шансы на победу. Ещё одной задумкой Оды Нобунаги стал одновременный удар сразу по нескольким направлениям, что вынуждало ниндзя делиться на более мелкие отряды для прикрытия всех перевалов. И если для Оды Нобунаги выделение войск сразу на несколько направлений не составляло особых трудностей, то распыление немногочисленных сил ниндзя снижало их боевую эффективность.
После второго нападения на провинцию Ига наступила годовая пауза, связанная с другими военными кампаниями (например, разгромом монастыря Исияма Хонган-дзи в 1580 году). По данным А. Горбылева 27 сентября 1581 года армия Оды Нобунаги вошла на территорию Ига по шести тактическим направлениям из трёх областей (провинции Исэ на востоке, уезда Кога на севере и провинции Ямато на западе). Общая численность армии Нобунаги для нападение на Ига составляла 46 000 человек. По данным Пьера Союри в 1581 году Ода Нобунага атаковал горную котловину Ига с семи сторон равномерно по всем сторонам света армией общей численностью от 40 000 до 60 000 человек. Для того времени это была внушительная сила — например, всё население Ига в те времена достигало 90 000 человек. Армия объединившихся перед внешней угрозой госи Ига насчитывала 4000 человек, из которых 600—700 воинов являлись профессиональными ниндзя. В армии Оды Нобунаги тоже были ниндзя, в основном из других районов Японии. В соответствии с планом военной кампании события развивались так:
1. Отряд в 10 000 человек под командованием Оды Нобуо наступал на провинцию Ига из приморской Исэ через деревню Исэдзи. Непосредственное командование осуществляли знаменитые полководцы Оды Нобунаги: Ода Нобудзуми, Фурута Хёбу и Ёсида Горо, а также имеющие опыт войны против ниндзя Ига вассалы Оды Нобуо — Такигава Сабуробэй Кадзумасу, Нагано Сакэдаю и Хиоки Дайдзэнрё. После достижения деревни Исэдзи отряд в свою очередь разделился на 3 группы. Задачами этих групп был поставлен захват 3 местных деревень и нескольких близлежащих крепостей. Группа под командованием Такигавы заблокировала замки Танэнама-но сё и Кунимияма, а группы Нагано и Хиоки ворвались в долину Ао и осадили крепость в местечке Касивао. Ниндзя сделали упор на внезапные ночные нападения, нанеся войскам Оды Нобуо большие потери, однако в открытых боях за деревни и крепости потерпели полное поражение.
2. Отряд в 14 000 человек вошёл в провинцию Ига с севера из уезда Кога через деревню Цугэ. Данным отрядом командовали Тамба (Нива) Городзаэмон Нагахидэ, Такигава Сёгэн, Такигава Гидаю, Вакабэ Сакё и Тодо Сёгэн. Как в случае с отрядами Оды Нобуо, войска Тамба Нагахидэ подверглись постоянным ночным нападениям. В результате солдаты перестали спать ночью и через несколько дней были полностью измотаны.
3. Отряд в 7 000 человек вёл наступление из уезда Кога через деревню Таматаки. Он действовал западнее второго отряда, и перед ним стояла задача захвата города Уэно. Возглавляли отряд Гамоу Удзисато, Вакидзака Ясудзи и «казначей» Ямаока. По данным средневековой летописи Кикуока Нёгэна «Иранки» («Хроника мятежа в Ига») ещё на территории Кока отряд вступил в столкновение с бандой местного госи Мотидзуки Тётаро, являвшегося союзником ниндзя Ига. В разыгравшемся сражении Мотидзуки Тётаро убил командира одной из колонн Уманоути Дзаэмон-но дзё, однако в конечном итоге проиграл из-за численного перевеса войск Нобунаги.
4. Отряд в 2 300 человек из Кога вошёл в провинцию Ига через местечко Тараро. Командовали отрядом Хори Хидэмаса и Тарао Мицухиро. Сферой действия отряда была определена северо-западная часть Ига. В отличие от других отрядов, он не встретил никакого сопротивления, так как местные госи отступили и сконцентрировались в хорошо укреплённом монастыре Каннон-дзи на горе Хидзи-яма к западу от Уэно.
5. Отряд в 10 000 человек во главе с Асано Нагамасой, Синдзё Суруга-но ками, Икомой Ута Цумури, Мори Ики-но ками, Тодой Дандзё Сёноскэ, Савой Гэнсиро, Акиямой Сакондаю и Ёсино Мияути Сёхо через местечко Нагатани (Хасэ) проник в Ига с юга провинции Ямато. Данный отряд заблокировал принадлежащий Момоти Сандаю замок Касивабара. Гарнизоном командовал Такано, специалист в ночных нападениях и мастер школы ниндзюцу Кусуноки-рю. Для срыва намеченной на следующий день атаки Такано осуществил ложное ночное нападение. В крепости была сымитирована активность, воины зажгли множество факелов и стали ими размахивать. Солдаты Оды Нобунаги, испуганные ночными нападениями, надели доспехи, построились в боевой порядок и так простояли всю ночь. Запланированный на утро приступ пришлось отложить из-за усталости воинов.
6. Отряд из 3000 человек проник в провинцию Ига из провинции Ямато через деревню Касама. Направление удара этого отряда шло северней пятого отряда. Им командовали Цуцуи Дзюнкэй (имевший репутацию опытного полководца) и его племянник Цуцуи Садацугу. Целью отряда была главная цитадель госи провинции Ига, монастырь Каннон-дзи.
Записи о князе Нобунага поимённо перечисляют следующих участвовавших в походе на Ига военачальников под общим руководством Сансукэ Нобукацу и датой нападения на провинцию Ига называют 3 сентября.

Отряды с направления Кога под командованием Такикава Сакона, Гамоу Тюзабуро, Корэзуми Городзаэмона, Кёгоку Кобоси, Тага Синдзаэмона, Ямазаки Гэндазаэмона, Ацудзи Авадзи-но Ками, Ацудзи Магогоро и Сансукэ Нобукацу.
Отряды с направления Ситара под командованием Хори Кютаро, Нагата Гёбу но Сё, Синдо Ямасиро но Ками, Икэда Магодзиро, Ямаока Маготаро, Аодзи Тиёдзю, Ямаока Цусима-но Ками, Фува Хикодзо, Маруока Минбу-но Сё, Аоки Гэнба-но Дзё и Тарао Хикоити [Мицумото].
Отряды с направления Кабуто: воины Исэ под командованием Такикавы Сабуробэя [Кацутоси] и Ода Кодзукэ-но Ками Нобуканэ.
Отряды с направления Ямато: Цуцуи Дзюнкэй с воинами этой провинции.
— Записи о князе Нобунага
6 сентября наступающие со стороны Ситары и Коги отряды встретили друг друга и соединёнными силами направились к замкам Мибуно и Санаго. Сансукэ Нобукацу разбил свою штаб-квартиру в долине реки Мидай, рядом расположили свои лагеря отряд воинов провинции Оми под командованием Такикава Сакона, Корэзуми Городзаэмона и Хори Кютаро, а также отряд воинов из провинции Вакаса. 10 сентября все отряды направились к Санаго, сжигая по пути все храмы и святыни провинции, начиная с Итиномии. Местные воины в ответ совершили вылазку лёгкой пехотой из Санаго.

Такикава Сакон и Хори Кютаро дождались подходящего момента, а затем поскакали на лошадях прямо в ряды врага, убив более десяти опытных воинов.
— Записи о князе Нобунага
11 сентября при подготовке объединённых сил Сансукэ Нобукацу к штурму замка Санаго местные самураи покинули его в ночное время. После взятия Санаго войска снова разделись на отдельные отряды, каждому из которых был назначен определённый район провинции Ига для зачистки.
Армия Оды Нобунаги начала опустошение провинции Ига (А. М. Горбылев сравнивает действия Оды Нобунаги с тактикой «выжженой земли»), устраивая повальную резню местного населения, уничтожая деревни и поджигая леса, но пока не трогая за́мки. Ниндзя прибегнули в ответ к привычной им тайной манёвренной войне: нападали ночью на лагеря, днём из заранее подготовленных засад (например при прохождении самураями Оды Нобунаги ущелий обрушивали на них груды камней). И хотя ниндзя уничтожили множество передовых и тыловых отрядов, нанесли большие потери основным силам противника, эти тактические победы не могли изменить исход войны: многочисленные войска Оды Нобунаги заняли провинцию Ига и отбросили войска ниндзя за стены замков. И хотя в отличие от войск Нобунаги госи Ига до этого времени не несли серьёзных потерь, стало ясно, что они проиграли: отрезанные друг от друга и окружённые в замках отряды ниндзя не могли прорвать осаду многократно превосходящих сил противника и теперь были обречены на смерть.
Основные силы ниндзя были заблокированы в Каннон-дзи — монастыре крепостного типа на горе Хидзи-яма на северо-востоке Ига. В сочетании с несколькими мелкими монастырями-крепостями гора представляла собой сильный оборонительный узел. Первую попытку штурма предприняли Гамоу, Ямаоки и Цуцуи. Пока отряд в 1000 человек штурмовал главные ворота, остальные самураи Гамоу Удзисато попытались по штурмовым лестницам забраться на стены. В разгар ожесточённого боя отряд ниндзя (по одной версии использовавший подкоп, по другой спрятавшийся ещё до осады вне крепости) нанёс внезапный удар с тыла, который и решил исход приступа. В бою погибли два малолетних сына Гамоу Удзисато, которых убил Момода Тобэй и Ёкояма Дзинсукэ, а семь ниндзя (Момода Тобэй, Ёкояма Дзинсукэ, Фукукита Сёгэн, Мори Сиродзаэмон, Матии Киёбэй, Ямада Кансиро и ещё один неизвестный ниндзя) за проявленный героизм стали носить прозвище «7 копий с горы Хидзи-яма». Однако, снять осаду крепости из-за подошедших подкреплений Оды Нобунаги ниндзя не смогли. Вскоре ниндзя нанесли ответный удар, напав ночью на лагерь известного своей жестокостью в отношении местного населения Цуцуи Дзюнкэя. Во время атаки ветер погасил факелы, а сорвавшиеся с привязи кони усилили панику. В отличие от ниндзя, самураи Оды Нобунаги не были готовы вести бой в темноте, перестали видеть противника, в панике начали наносить удары вслепую друг по другу и через час были уничтожены прекрасно ориентирующимися в темноте и опознававшими друг друга по специальным меткам на одежде ниндзя. Цуцуи Дзюнкэй ночевал вдали от своего лагеря и поэтому уцелел.
После недели тяжёлых боёв были взяты штурмом почти все крепости ниндзя. Освободившиеся силы немедленно направлялись к Каннон-дзи, где в конечном итоге сконцентрировалась группировка войск Оды Нобунаги в 30 000 человек. При установившейся сухой погоде и сильном ветре Каннон-дзи и остальные храмы-монастыри Хидзи-яма были обстреляны зажигательными смоляными снарядами, когда у нидзя закончилась вода, храмы сгорели дотла. Часть гарнизона сгорела внутри монастыря, остальные погибли при попытке прорыва в горы. В начале ноября гора Хидзи-яма была захвачена.
В конце ноября после долгой осады был захвачен последний пункт сопротивления ниндзя Ига — родовой замок рода Момоти Касивабара, гарнизоном которого командовал знаменитый дзёнин (в трёхступенчатой иерархии ниндзя высшее руководство) Момоти Тамбай.

Все [воины Нобунаги] продвигались как один через горы провинции Ига, и монастыри по всей провинции были полностью разрушены огнём… Такигава и Хори Кударо (командиры отрядов Нобунаги) лично спешивались с лошадей и сумели уничтожить не одного умелого воина. Они заняли много районов и наказывали всех своими руками… Во время наступления на монастырь Кикё-дзи одним взмахом меча были преданы смерти тысячи людей, включая [дзёнина] Хаттори. Помимо этого, многие были вырезаны и уничтожены до конца… Остатки бежали в горы Касуга-яма, что на границе с [провинцией] Ямато и рассеялись там. Но Цуцуи Дзюнкэй преследовал их через горы, наводя о них справки и разыскивая беглецов… Точное количество зарезанных и разорённых до сих пор неизвестно.
— Кикуока Нёгэн «Иранки» («Хроника мятежа в Ига»)

В провинции Ига Сансукэ Нобукацу взял на себя карательную миссию. В районе Ямада это был Кодзукэ-но Ками Нобуканэ. В районе Набари [это были] Корэзуми Городзаэмон, Цуцуи Дзюнкэй, Гамо Хёэ-но Таю, Тага Синдзаэмон, Кёгоку Кобоси и отряд воинов Вакаса. В записях начальников, захваченных вышеуказанными отрядами в различных населенных пунктах, указаны: Обата и двое его сыновей; Такабатакэ Сиро Хигаси Тавара и его брат; священник Ниси Тавара; и Ёсивара Дзиро, священник Ёсивары. В районе Ая [это были] Такикава Сакон, Хори Кютаро, Нагата Гёбу-но Сё, Ацудзи Авадзи-но Ками, Фува Кавати-но Ками, Ямаока Мимасака-но Ками, Икэда Магодзиро, Тараро, Аоки, Аодзи Тиёдзю и отряд воинов Кока. В записях о головах, захваченных вышеуказанными отрядами в различных места, указаны: Тая, священник Каваи; Окамото; Такая и двое его сыновей в столице провинции; Касуя Курандо, священник Мибуно; Такэноя Сакон из Араки; замок Кико разрушен и всё внутри уничтожено; партия Верхнего Хаттори; и партия Нижнего Хаттори. Помимо них, мечу были преданы и многие другие. Избежавшие этой участи союзники рассеялись в направлении горы Касуга на границе с Ямато. Но Цуцуи Дзюнкэй разделил своих людей и приказал им обыскать горы, где они нашли семьдесят пять человек командирского ранга, а также бесчисленное множество других, [которые были] преданы мечу.
— Записи о князе Нобунага
После разгрома восстания три округа провинции Ига перешли во владение Сансукэ Нобукацу, а один округ во владение Оды Кодзукэ-но Ками Нобуканэ. После гибели Оды Нобунаги Тоётоми Хидэёси в 1585 году назначил даймё провинции Ига Цуцуи Дзюнкэя с переводом из провинции Ямато с расчётом, что ненавидевшие его жители Ига никогда не поддержат возможный мятеж против центральной власти.
И хотя внешне казалось, что госи Ига полностью истреблены, однако в горах провинции спряталось немало ниндзя. Когда Ода Нобунага решил лично проверить результаты геноцида, он чуть не погиб во время покушения в синтоистском храме Итиномия. Во время этого покушения, поскольку подойти ближе им помешали контрразведчики Нобунаги, ниндзя стреляли с дальнего расстояния из «больших ружей» (ружей или маленьких пушек). Охрана и окружение Нобунаги потеряли много людей, но он сам не пострадал.

## Последствия
Итогом войны стала потеря независимости провинции Ига и переход её под полный контроль центрального правительства. По мнению А. М. Горбылева восстание имело для ниндзя двоякие последствия. С одной стороны, вынужденное бегство со своей исторической родины ниндзя привело к распространению школ ниндзюцу Ига-рю по всей Японии (аналогично высказывается и Маслов). И до восстания отдельные отряды ниндзя поступали на службу к местным феодалам вне своей родины, но именно после войны это стало массовым явлением. По данным А. М. Горбылева часть ниндзя примкнула к клану Косити из провинции Ямато и клану Рюдзёдзи из провинции Ямасиро, другая часть поселилась в провинциях Тамба, Кавати и Кии, в княжестве Фукусима (где создали школу ниндзюцу Фукусима-рю), в княжестве Кага (где на основе Ига-рю сформировалась новая школа «искусства быть невидимым» Этидзэн-рю), а поступившие на службу к семье Маэда ниндзя создали «Ига-моно годзюнин-гуми» — «Отряд Ига-моно в 50 человек». С другой стороны, уничтожение самой мощной коалиции кланов ниндзя в средневековой Японии привело к их исчезновению в качестве самостоятельной силы на политической арене страны. Ниндзя потеряли свою земельную базу, а вместе с тем и политическое единство. По мнению А. М. Горбылева, на фоне практически полного разорения провинции Ига прямые потери самих ниндзя оказались незначительными. В составе армии местных феодалов провинции Ига собственно ниндзя составляли 600—700 человек. По данным исторических документов часть из них бежала в другие районы страны, часть замаскировалась под обычных крестьян, часть пошла в разбойники (например, Исикава Гоэмон). А. М. Горбылев приходит к выводу, что на фоне глобального уничтожения местных госи, крестьян и буддийских монахов потери ниндзя были единичными. В качестве доказательства своей позиции Горбылев приводит такой исторический факт: через год после окончания войны Хаттори Хандзо смог за несколько часов собрать в Ига 200 ниндзя. По мнению А. А. Маслова, кампания Оды Нобунаги показала, что специализирующиеся на неожиданных нападениях и являющиеся мастерами диверсионно-партизанской войны небольшими отрядами ниндзя в открытом бою сражались хуже обычных самураев. Они также плохо разбирались в вопросах стратегии крупномасштабных долговременных военных операций. По мнению Пьера Союри, географическая специфика самоуправляемой Ига вряд ли позволила бы ей распространить своё влияние на другие регионы, поэтому было неизбежно столкновение с превосходящими силами остальной страны после объединения Японии. Также армия Оды Нобунага технически превосходила местные отряды ополчения отсталых горных районов (в частности, деревянно-земляные крепости провинции Ига были уничтожены огнестрельным оружием и пушками).
По мнению Пьера Союри, подавление восстания ниндзя в Ига в ряду прочих событий привело к унификации Японии под тоталитарную вертикальную систему управления, в ходе которой были уничтожены местные политические объединения локальных сепаратистов с демократическими принципами горизонтальной системы самоуправления. При этом организация горных жителей Ига продержалась дольше равнинных объединений (жители Ига сопротивлялись армии Оды Нобунаги больше десяти лет) и была по сути последним препятствием на пути централизации Японии по тоталитарному принципу верховенства сёгунов. Ликвидация собственной территориально-политической автономии и устранение из системы военно-феодальных отношений местных дзи-дзамураев вынудили уцелевших местных воинов перейти на нелегальное подпольное положение. Продолжившие партизанскую борьбу остатки местных отрядов самообороны были вынуждены стать мастерами искусства тайной войны ниндзюцу, что и обусловило впоследствии популярность ниндзя в массовой культуре новейшего времени. Искусство ниндзя в шпионаже, диверсиях и убийствах оказалось настолько ценным, что власти Японии спустя непродолжительное время признали их статус воинов и начали активно нанимать их на военную службу. Однако редкий опыт демократического самоуправления в провинции Ига (который в случае продолжения существования мог стать образцом для более ранней конституции) был потерян для исторического развития Японии, в которой на долгие века установился тоталитарный режим.

## Комментарии
1. ↑  Этот приём пытались использовать против самого Нобунаги — подростком его женили на девочке Нохимэ, дочери даймё провинции Мино. Но Нобунага умело использовал её доносительство для борьбы с её же отцом. Он рассказал ей, что он якобы в сговоре с двумя самыми приближёнными людьми её отца. По доносу дочери двух приближённых военачальников казнили, что наоборот, облегчило захват провинции Мино, так как самые талантливые военачальники, которые могли противостоять Нобунаге, были устранены[9].
2. ↑  В то время такие усыновления были в порядке вещей[3] и приёмный сын начинал носить фамилию нового отца. Впоследствии Нобуо именовался Китабатакэ, хотя был урождённым Ода[13].